# デビルズ・アワー〜3時33分〜
『デビルズ・アワー～3時33分～』（英: The Devil's Hour）は、トム・モランが作成し、スティーヴン・モファットが自身の制作会社ハーツウッド・フィルムズを通じてエグゼクティブ・プロデューサーを務めたイギリスのスリラードラマのテレビシリーズ。シリーズは全6話で、2022年10月28日からAmazon Prime Videoで配信された。

## あらすじ
家族や人間関係の悩みを抱えるソーシャルワーカーのルーシーは、寝ている間に奇妙なビジョンを見るようになる。やがて彼女は、何年も前の失踪事件に関連する殺人事件の捜査に巻き込まれる。

## 登場人物と配役
※括弧内は日本語吹替。
- ルーシー・チェンバーズ：ジェシカ・レイン（英語版）（宮島依里）、不眠症に悩むソーシャルワーカー
  - 幼少のルーシー：セシリア・ブレア
- ギデオン・シェファード：ピーター・カパルディ（内田直哉）、時間との風変わりな関係がある、謎の犯罪者
- ラヴィ・ディロン警部：ニケシュ・パテル（英語版）（小林親弘）、殺人事件担当の刑事
- ルビー・ベネット医師：ミーラ・サイアル（英語版）、アイザックを担当する、児童精神学者
- ニック・ホーネス巡査部長：アレックス・ファーンズ（英語版）（石住昭彦）、ディロンのパートナー
- マイク・スティーヴンズ：フィル・ダンスター（英語版）、ルーシーの別居中の夫で、アイザックの父親
- シルビア・チェンバーズ：バーバラ・マーテン（英語版）、認知症と統合失調症を患う、ルーシーの母親
  - 若き日のシルビア：キム・アラン
- リー・ウォレン：トーマス・ドミニク、デビーの夫で、メレディスの父親
- デビー・ウォレン：リアンナ・ハーパー＝ラファティ、リーの妻で、メレディスの母親
- ロブ・ショウ：ジョン・アルステア、ルーシーの同僚のソーシャルワーカー
- カレン・マリガン：サンドラ・ハゲット（英語版）、ルーシーの同僚のソーシャルワーカー
- アイザック・スティーヴンズ：ベンジャミン・チヴァーズ（岡田宇杏）、情動に問題があるルーシーとマイクの息子
- ミスターA：ジミー・ウォーカー、地域の麻薬密売の元締め
- メレディス・ウォレン：タリア・ウォーカー・バッソルズ（中村美怜）、リーとデビーの娘
- ジェームズ：アイザック・マニー

## エピソード
| 話数 | サブタイトル       | 原題                               | 監督             | 脚本         | 公開日         |
| ---- | ------------------ | ---------------------------------- | ---------------- | ------------ | -------------- |
| 1    | 3.33               | 3.33                               | ジョニー・アラン | トム・モラン | 2022年10月28日 |
| 2    | ビロードうさぎ     | The Velveteen Rabbit               | ジョニー・アラン | トム・モラン | 2022年10月28日 |
| 3    | チャイコフスキー   | Tchaikovsky                        | ジョニー・アラン | トム・モラン | 2022年10月28日 |
| 4    | 嵐の後             | After the Storm                    | イザベル・シーブ | トム・モラン | 2022年10月28日 |
| 5    | 失った半分の自分   | The Half of Ourselves We Have Lost | イザベル・シーブ | トム・モラン | 2022年10月28日 |
| 6    | アモール・ファティ | Amor Fati                          | ジョニー・アラン | トム・モラン | 2022年10月28日 |

## 製作

### 準備段階
2019年12月に、トム・モランがAmazonの『デビルズ・アワー～3時33分～』の準備をしていることが発表された。2021年6月に、Amazonがシリーズの製作を進めることが発表された。このシリーズは、トム・モランが脚本、原案および製作総指揮を務めた。スティーヴン・モファットとスー・ヴァーチューも製作総指揮を担当した。本シリーズはハーツウッド・フィルムズによって製作された。ジョニー・アランとイザベル・シーブが本シリーズで各話の監督を務めた。

### キャスティング
2021年6月半ばに、ジェシカ・レインとピーター・カパルディが主役に配役された。ニケシュ・パテル、ミーラ・サイアル、アレックス・ファーンズ、フィル・ダンスター、バーバラ・マーテン、トーマス・ドミニク、リアンナ・ハーパー＝ラファティ、ジョン・アルステア、サンドラ・ハゲット、ベンジャミン・チヴァーズもキャスティングされた。

### 撮影
撮影は2021年6月22日にロンドンおよびハンプシャーのファーンズボロ撮影所で開始された。2021年11月に撮影完了となった。

### 音楽
シリーズの劇伴はニュートン・ブラザーズによって作曲され、サウンドトラックアルバムがシリーズの公開同日の10月28日にリリースされた。
| #         | タイトル                                | 作詞  | 作曲・編曲 | 時間 |
| --------- | --------------------------------------- | ----- | ---------- | ---- |
| 1.        | 「The Devil's Hour Main Titles I」      |       |            | 1:35 |
| 2.        | 「3:33」                                |       |            | 3:11 |
| 3.        | 「Sleepwalking」                        |       |            | 4:11 |
| 4.        | 「Pink Sunflowers」                     |       |            | 1:31 |
| 5.        | 「Meredith Warren」                     |       |            | 3:17 |
| 6.        | 「Dreams」                              |       |            | 1:38 |
| 7.        | 「The Lodge」                           |       |            | 3:08 |
| 8.        | 「There Is No Beginning, No End – I」   |       |            | 3:50 |
| 9.        | 「Concentric Circles」                  |       |            | 4:40 |
| 10.       | 「Putting Together the Pieces」         |       |            | 1:19 |
| 11.       | 「Dear Lucy」                           |       |            | 3:23 |
| 12.       | 「There Is No Beginning, No End – II」  |       |            | 2:15 |
| 13.       | 「I Need It to Be Over – Reprise」      |       |            | 3:25 |
| 14.       | 「I Need It to Be Over – The Darkness」 |       |            | 3:13 |
| 15.       | 「I Need It to Be Over – The Light」    |       |            | 4:07 |
| 16.       | 「Speed Kings」                         |       |            | 1:13 |
| 17.       | 「Malcolm」                             |       |            | 3:07 |
| 18.       | 「Halstead's Paradise」                 |       |            | 2:59 |
| 19.       | 「I Need to Know」                      |       |            | 1:11 |
| 20.       | 「The Red Box (Whiskey Concussion)」    |       |            | 3:08 |
| 21.       | 「And Again and Again」                 |       |            | 3:32 |
| 22.       | 「Emotional Anomaly」                   |       |            | 3:01 |
| 23.       | 「Scents of Balance」                   |       |            | 3:51 |
| 24.       | 「There Is No Beginning, No End – III」 |       |            | 3:41 |
| 25.       | 「There Is No Beginning, No End – IV」  |       |            | 6:27 |
| 26.       | 「The Devil's Hour Main Titles VI」     |       |            | 0:55 |
| 合計時間: | 合計時間:                               | 85:22 |            |      |

## 公開
『デビルズ・アワー～3時33分～』全6話は、2022年10月28日にAmazon Prime Videoで公開された。

## 評価
Rotten Tomatoesでは9件の批評の全てが肯定的であり、平均レイティングは 6.80/10 だった。Metacriticでは、5件のレビューを基にして71%のスコアを得ており、「概ね好意的なレビュー」となっている。
ガーディアン紙のルーシー・マンガンは、第1話に5点満点中の4点の星を与え、レインとカパルディの演技を称賛している。インデペンデントのアマンダ・ホワイティングは、最初の2話に対して5点満点中の4点を与え、「忘れられない」と評した。デイリー・テレグラフ紙のジャスパー・リーズは星3つを与え、「結末と、恐怖の謎に囚われた人物としてのレインの変幻自在の演技は確かに楽しめる。しかし、その喜びがあまりにもいじらしく先延ばしにされていると感じる人もいるかもしれない」と述べている。Radio Times のマーティン・カーも星3つを与え、「「デビルズアワー」は、すべてのパズルのピースを簡潔にまとめ上げることができず、満足させることができない。この複雑な前提に貴重な時間を費やす前に、観客はよく考えなければならないだろう」と述べている。